# Enamorada de ti (álbum de Selena)
Enamorada de ti es un álbum de remezclas y duetos de Selena. Fue lanzado el 3 de abril de 2012 en Estados Unidos por los sellos EMI Music y Capitol Latin. El álbum incluye sus más grandes éxitos, así como duetos con los artistas de la talla del baladista Samo, el puertorriqueño Don Omar, el cantante mexicano Cristian Castro, la banda de Carlos Santana, el DJ español Juan Magán y la cantante pop estadounidense Selena Gomez. 
El tema central del álbum es "traer la música de Selena a la música dentro del mundo musical actual", con estilos musicales desde el reggaeton hasta la electrónica así como el electropop. El siguiente disco de remezclas fue lanzado en 2022 con el título Moonchild Mixes.

## Listado de canciones
| N.º | Título                                            | Escritor(es)                          | Productor(es)   | Duración |  |
| 1.  | «No Me Queda Más»                                 | Ricky Vela                            | Moogie Canazio  | 3:10     |  |
| 2.  | «Amor Prohibido» (Con Samo)                       | A.B. Quintanilla III • Pete Astudillo | Andrés Castro   | 4:24     |  |
| 3.  | «Tus Desprecios»                                  | Quintanilla III • Vela                | Canazio         | 3:31     |  |
| 4.  | «Como La Flor» (Con Cristian Castro)              | Quintanilla III • Astudillo           | Canazio         | 2:55     |  |
| 5.  | «Fotos y Recuerdos» (Con Don Omar)                | Chrissy Hynde                         | A&X             | 3:12     |  |
| 6.  | «Bidi Bidi Bom Bom» (Con Selena Gomez)            | Selena Quintanilla • Astudillo        | Humberto Gatica | 4:14     |  |
| 7.  | «Ya No» (Con la banda de Carlos Santana)          | Quintanilla III                       | Canazio         | 3:27     |  |
| 8.  | «Techno Cumbia (2012)»                            | Quintanilla III • Astudillo           | Castro          | 3:14     |  |
| 9.  | «El Chico del Apartamento 512»                    | Quintanilla III • Vela                | César Lemos     | 3:27     |  |
| 10. | «Enamorada De Ti (Merengue Mix)» (Con Juan Magán) | Quintanilla III • Astudillo           | Juan Magan      | 2:59     |  |

- Walmart Exclusive Deluxe Edition

| N.º | Título                               | Escritor(es)                | Productor(es) | Duración |  |
| 11. | «Cobarde» (Versión acústica)         | Jorge Luis Borrego          | Castro        | 2:43     |  |
| 12. | «Si Una Vez» (Versión acústica)      | Quintanilla III • Astudillo | Castro        | 2:35     |  |
| 13. | «No Quiero Saber» (Versión acústica) | Quintanilla III • Astudillo | Castro        | 2:36     |  |

- iTunes Exclusive Bonus Track

| N.º | Título                             | Escritor(es)                           | Productor(es) | Duración |  |
| 11. | «Is It The Beat?» (Juan Magan Mix) | Pamela Philips Oland • Quintanilla III | Magan         | 3:27     |  |

## Certificaciones
| País           | Organismo certificador | Certificación    | Simbolización |
| -------------- | ---------------------- | ---------------- | ------------- |
| Estados Unidos | RIAA                   | Disco de Oro     |               |
| México         | AMPROFON               | Disco de Oro     |               |
| Colombia       | ASINCOL                | Disco de Platino |               |
| Argentina      | CAPIF                  | Disco de Oro     |               |
| Venezuela      | AVINPRO                | Disco de Platino |               |
| Puerto Rico    | IFPI                   | Disco de Oro     |               |

## Sencillos
El sencillo líder de Enamorada De Ti fue Amor Prohibido grabado a dúo con Samo, quien fue vocalista de la banda mexicana Camila.